# Karl-Heinz Pagel
Karl-Heinz Pagel (* 22. März 1930 in Stolp, Hinterpommern; † 7. April 1994) war ein deutscher Lokalhistoriker.
Pagel publizierte in Buchform eine bis zum Ende des Zweiten Weltkriegs reichende Chronik über die hinterpommersche Kreisstadt Stolp, die nach Kriegsende zusammen mit ganz Hinterpommern polnisch geworden war, und fasste in einem weiteren Buch die bis in diese Zeit hineinreichenden Chroniken sämtlicher Dorfgemeinden des Landkreises Stolp zusammen.

## Veröffentlichungen
- Stolp in Pommern – eine ostdeutsche Stadt. Ein Buch über unsere pommersche Heimat. Lübeck 1977 (Online-Fassung)
- Der Landkreis Stolp in Pommern. Zeugnisse seiner deutschen Vergangenheit. Lübeck 1989 (Inhaltsangabe, Online-Fassung)[1]